# Четвинд, Джон, 2-й виконт Четвинд
Джон Четвинд, 2-й виконт Четвинд (англ. John Chetwynd, 2nd Viscount Chetwynd; ок. 1680 — 21 июня 1767) — британский дипломат и политик.

## Биография
Второй сын политика Джона Четвинда из Ингестре и его жены Люси Роан, дочери Роберта Роана из Тольхерст-Фарм, Суррей.
Секретарь герцога Манчестера в Париже до 1701 года, генеральный получатель податей герцогства Ланкастерского с 1702 по 1718 год, секретарь в Турине с 1703 по 1718 год и британский посланник в Савойе до 1713 года.
Джон Четвинд был назначен лордом торговли в 1714 году и был избран в Палату общин от Сент-Моза на парламентских выборах 1715 года. В 1717 году он был отправлен в качестве чрезвычайного посланника Великобритании в Мадрид для заключения торгового договора до начала Войны Четверного союза. Затем он был избран в Палату общин от Стокбриджа на парламентских выборах 1722 года и был переизбран снова в 1727 году. Однако в 1728 году он потерял свою должность лорда торговли и в 1734 году решил не баллотироваться в парламент.
21 февраля 1736 года после смерти своего бездетного старшего брата, Уолтера Четвинда, 1-го виконта Четвинда (1678—1736), Джон Четвинд унаследовал титулы 2-го виконта Четвинда из Бирхейвена в графстве Керри (Пэрство Ирландии) и 2-го барона Ратдауна из графства Дублин (Пэрство Ирландии), а также поместье Ингестре. Главный стюард Стаффорд с 1736 года.
Он заседал в Палате общин Великобритании от Стаффорда в 1738—1747 годах.

## Личная жизнь
В 1716 году Джон Четвинд женился на Эстер Кент (ок. 1700 — 10 июня 1741), дочери Ричарда Кента. У супругов было два сына и две дочери:
- Достопочтенный Джон Четвинд (ок. 1720 — 30 мая 1741)[4], неженат
- Достопочтенный Уильям Ричард Четвинд (ок. 1732 — февраль 1765)[4], член Палаты общин от Стаффорда
- Достопочтенная Кэтрин Четвинд (? — 20 января 1785)[4], в 1748 году она вышла замуж за Джона Толбота, 2-го сына Чарльза Тэлбота, 1-го барона Толбота. Благодаря этому браку поместье Ингестре перешло к семье Толбот.
- Достопочтенная Фрэнсис Четвинд (? — 1805), умерла незамужней[3].

Виконт Четвинд скончался 21 июня 1767 года, не оставив после себя мужского потомства. Ему наследовал его младший брат Уильям Четвинд (1684—1770), но поместье Ингестре перешло к его овдовевшей дочери Кэтрин Толбот.